# Drusus croaticus
Drusus croaticus är en nattsländeart som beskrevs av Marinkovic-gospodnetic 1971. Drusus croaticus ingår i släktet Drusus och familjen husmasknattsländor. Inga underarter finns listade i Catalogue of Life.